# Тамамшев, Михаил Иванович
Михаил Иванович Тамамшев (арм. Միքայել Իվանի Թամամշյան; 1852/1853, Тбилиси — 1908) — кавказовед, просветитель и благотворитель.

## Биография
Родился в Тифлисе в купеческой семье.
В 1865 году был принят в число сторонних слушателей юридического факультета новооткрывшегося Новороссийского университета. Затем учился в Петербурге, окончив юридический факультет Санкт-Петербургского университета и Париже. Действительный член Французского общества изучения Азии; вёл курсы по религии и истории Востока в Русской высшей школе общественных наук в Париже.
После возвращения в Тбилиси, развернул активную просветительскую и благотворительную деятельность; В 1887—1894 годах был управляющим Тифлисского коммерческого банка. Вместе с Г. Тумановым и А. Калантаром открыл Высшие курсы кавказоведения и пригласил на работу за счёт собственных средств лучших преподавателей и профессоров. Кроме того, благодаря его денежным вложениям на посту руководителя Торгового дома, выполнявшего роль финансового учреждения для благоустройства города, в Тифлисе увеличилась количество училищ и благотворительных заведений.

После смерти жены и расстройства здоровья, он оставил службу и в 1900 году отправился за границу. Там он почти всё свое состояние потратил на приобретение редких и ценных книг в различных европейских странах. В результате кропотливого собирательного труда, М. Тамамшев стал обладателем одной из крупных частных библиотек, фонд которой составлял более 41 тысячи книг. Как писала газета «Иверия» (1900. — № 117):
Михаил Тамамшев товариществу распространения грамотности среди грузин подарил карту Грузии, составленную в 1828 году и которую он приобрёл в Германии в городе Баден-Розене. Кроме того, в прошлом он подарил этому же товариществу старые рукописи по истории Грузии.

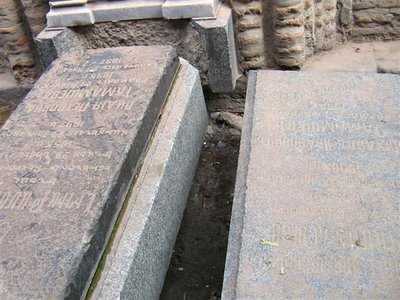
Могила М. И. Тамамшева и его жены Л. П. Тамамшевой

Посвящён 16 мая 1905 года в степень ученика в парижской ложе «Космос» № 288 (ВЛФ). Возведён в степени подмастерья и мастера 30 января 1906 года. Член ложи до кончины.
В своём завещании Тамамшев написал: «собрание книг я дарю городу Тифлису. Пусть она хранится в Пушкинской библиотеке» (Тифлисская городская публичная библиотека им. Пушкина, которая была расположена в Нижнем Александровском саду). В настоящее время эта ценнейшая книжная коллекция составляет основу и является гордостью Национальной библиотеки Грузии.
Похоронен у церкви Норашен.

## Награды и звания
- Почётный гражданин Тифлиса.